# (6643) Morikubo
(6643) Morikubo est un astéroïde de la ceinture principale.

## Description
(6643) Morikubo est un astéroïde de la ceinture principale. Il fut découvert le 7 novembre 1990 à Yatsugatake par Yoshio Kushida et Osamu Muramatsu. Il présente une orbite caractérisée par un demi-grand axe de 3,10 UA, une excentricité de 0,27 et une inclinaison de 2,8° par rapport à l'écliptique.

## Compléments